# Pervillaea decaryi
Pervillaea decaryi är en oleanderväxtart som först beskrevs av Choux, och fick sitt nu gällande namn av J. Klackenberg. Pervillaea decaryi ingår i släktet Pervillaea och familjen oleanderväxter. Inga underarter finns listade i Catalogue of Life.